# Darna (película de 1991)
Darna es la primera película que presenta al personaje cómico filipino Darna. La película está protagonizada por Nanette Medved, Nida Blanca, Edu Manzano, Pilar Pilapil, Tonton Gutierrez, Bing Loyzaga, Dennis Padilla y Atong Redillas. Los efectos especiales de la película fueron realizados por Rolly Sto. Domingo.
La película se estrenó a través de Viva Films el 25 de diciembre de 1991, como parte del 17.º Festival de Cine de Metro Manila.

## Trama
A principios de 1900, el explorador Dominico Lipolico se encuentra con una siniestra reliquia en la selva amazónica que le otorga la inmortalidad a cambio de fomentar el mal. En la actualidad, Dominico, que se hace pasar por un filántropo, traslada sus operaciones a Filipinas para difundir sus obras, reclutando a la diseñadora de moda Valentina y a un admirador local y dándoles poderes de Gorgona y "Manananggal" alado, respectivamente. También intenta reclutar a Darna, que se encarna en un periodista de un periódico llamado Narda. Valentina atrae a Darna a un evento liberando serpientes para matar a la audiencia, a lo que Darna acude al rescate. Víbora, la serpiente mascota parlante de Valentina, descubre la transformación de Darna en Narda, lo que le permite a Valentina capturarla. En la guarida de Dominico, Dominico obliga a Darna a unirse a él amenazando a su abuela y hermanos, pero sus hermanos lo frustran y rescatan a Darna antes de que se transforme por completo. Darna rescata a los compañeros de periódico de Narda, George y Buster, de un ataque de Manananggal, matándola atrayéndola a la cruz de una iglesia, mientras que Valentina muere accidentalmente durante una pelea con Darna cuando Víbora, sin saberlo, le da una granada viva para que Valentina la arroje. Luego, Darna se enfrenta a Dominico, quien se revela como un demonio encarnado que se va de juerga en llamas. Inicialmente domina a Darna, pero muere cuando ella agarra la reliquia que él usa como collar y la aplasta, lo que resulta en la desintegración de Dominico y sus secuaces.

## Elenco
- Nanette Medved como Narda/Darna[2]
- Nida Blanca como Lola Isabel
- Edu Manzano como Dominico Lipolico
- Pilar Pilapil como Valentina[3]
- Tonton Gutiérrez como George
- Bing Loyzaga como Impakta/Manananggal
- Dennis Padilla como Buster
- Atong Redillas como Ding
- Ruby Rodriguez como Víbora
- Donna Cruz como Sally
- Tony Lambino como Dong
- Dencio Padilla
- Paolo Contis como Young Dong
- Errol Dionisio
- Archi Adamos
- Ray Ventura
- Boy Roque
- Jun Hidalgo
- Jim Pebanco
- Carmi Matic
- Guila Alvarez
- Roland Montes
- Vina Morales - Angel